# Asia Rugby Championship 2022 (dywizje)
Asia Rugby Championship 2022 – szósta edycja corocznych zawodów organizowanych pod auspicjami Asia Rugby dla azjatyckich męskich reprezentacji rugby union. Turnieje w ramach niższych od Top 3 dywizji zaplanowane zostały na okres od maja do czerwca 2022 roku.
Z zaplanowanych sześciu turniejów – po jednym w Dywizjach 1 i 2 oraz trzech regionalnych w Dywizji 3 – w pierwotnym terminie ostatecznie odbył się tylko jeden. Pozostałe były przekładane na późniejsze terminy (nawet na rok 2023), a ostatecznie odwołano zawody w Dywizji 1.

## System rozgrywek
Zawody były rozgrywane w poszczególnych dywizjach albo w formie turnieju play-off – zwycięzcy półfinałów walczyli o triumf w zawodach, przegrani zaś z tych meczów o utrzymanie się w tej klasie rozgrywek – albo też systemem kołowym – zwycięzca meczu zyskiwał cztery punkty, za remis przysługiwały dwa punkty, porażka nie była punktowana, a zdobycie przynajmniej czterech przyłożeń lub przegrana nie więcej niż siedmioma punktami premiowana była natomiast punktem bonusowym.

## Dywizja 2
Turniej Dywizji 2 odbył się w Lahaur w formie dwumeczu rozegranego w dniach 29 maja – 1 czerwca 2022 roku. Oba zespoły podzieliły się zwycięstwami, jednak w całych zawodach triumfowali gospodarze dzięki bonusowemu punktowi w wygranym pojedynku.
| 29 maja 202219:30 | Pakistan | 15:20 | Tajlandia | Stadion Punjab, Lahaur |
| 29 maja 202219:30 |          | 15:20 |           | Stadion Punjab, Lahaur |

| 1 czerwca 202219:30 | Pakistan | 24:18 | Tajlandia | Stadion Punjab, Lahaur |
| 1 czerwca 202219:30 |          | 24:18 |           | Stadion Punjab, Lahaur |

## Dywizja 3

### Dywizja 3 Południowa
Turniej Dywizji 3S odbył się w Kolkacie w ciągu trzech meczowych dni pomiędzy 19 a 25 listopada 2022 roku i wzięły w nim udział trzy zespoły rywalizujące systemem kołowym. Dzięki dwóm zwycięstwom triumfowała w nim reprezentacja gospodarzy.
| 19 listopada 202214:30 | Indie | 86:0 | Nepal | Rabindra Sarobar Stadium, Kolkata |
| 19 listopada 202214:30 |       | 86:0 |       | Rabindra Sarobar Stadium, Kolkata |

| 22 listopada 202214:30 | Nepal | 12:43 | Bangladesz | Rabindra Sarobar Stadium, Kolkata |
| 22 listopada 202214:30 |       | 12:43 |            | Rabindra Sarobar Stadium, Kolkata |

| 25 listopada 202214:15 | Indie | 82:0 | Bangladesz | Rabindra Sarobar Stadium, Kolkata |
| 25 listopada 202214:15 |       | 82:0 |            | Rabindra Sarobar Stadium, Kolkata |

### Dywizja 3 Centrum
Turniej Dywizji 3C odbył się w Biszkeku w ciągu dwóch meczowych dni pomiędzy 3 a 6 lipca 2022 roku i wzięły w nim udział cztery zespoły rywalizujące systemem pucharowym. Zwyciężyła w nim reprezentacja Kazachstanu.
|  |              |            |            |                   |    |            |            |       |
|  | Półfinały    | Półfinały  | Półfinały  |                   |    | Finał      | Finał      | Finał |
|  | Półfinały    | Półfinały  | Półfinały  |                   |    | Finał      | Finał      | Finał |
|  | 3 lipca 2022 |            |            |                   |    |            |            |       |
|  |              |            |            |                   |    |            |            |       |
|  | Uzbekistan   | Uzbekistan | 17         |                   |    |            |            |       |
|  | Uzbekistan   | Uzbekistan | 17         | 6 lipca 2022      |    |            |            |       |
|  | Mongolia     | Mongolia   | 10         |                   |    |            |            |       |
|  | Mongolia     | Mongolia   | 10         |                   |    | Uzbekistan | Uzbekistan | 24    |
|  | 3 lipca 2022 |            |            |                   |    | Uzbekistan | Uzbekistan | 24    |
|  |              |            | Kazachstan | Kazachstan        | 32 |            |            |       |
|  | Kirgistan    | Kirgistan  | Kazachstan | Kazachstan        | 32 | 5          |            |       |
|  | Kirgistan    | Kirgistan  |            |                   |    |            |            |       |
|  | Kazachstan   | Kazachstan | 113        |                   |    |            |            |       |
|  | Kazachstan   | Kazachstan | 113        | Mecz o 3. miejsce |    |            |            |       |
|  |              |            |            |                   |    |            |            |       |
|  | 6 lipca 2022 |            |            |                   |    |            |            |       |
|  |              |            |            |                   |    |            |            |       |
|  | Mongolia     | Mongolia   | 69         |                   |    |            |            |       |
|  | Mongolia     | Mongolia   | 69         |                   |    |            |            |       |
|  | Kirgistan    | Kirgistan  | 7          |                   |    |            |            |       |
|  | Kirgistan    | Kirgistan  | 7          |                   |    |            |            |       |

| 3 lipca 202217:00 | Uzbekistan | 17:10 | Mongolia | Stadion im. Dölöna Ömürzakowa, Biszkek |
| 3 lipca 202217:00 |            | 17:10 |          | Stadion im. Dölöna Ömürzakowa, Biszkek |

| 3 lipca 202219:00 | Kirgistan | 5:113 | Kazachstan | Stadion im. Dölöna Ömürzakowa, Biszkek |
| 3 lipca 202219:00 |           | 5:113 |            | Stadion im. Dölöna Ömürzakowa, Biszkek |

| 6 lipca 202219:00 | Uzbekistan | 24:32 | Kazachstan | Stadion im. Dölöna Ömürzakowa, Biszkek |
| 6 lipca 202219:00 |            | 24:32 |            | Stadion im. Dölöna Ömürzakowa, Biszkek |

| 6 lipca 202217:00 | Mongolia | 69:7 | Kirgistan | Stadion im. Dölöna Ömürzakowa, Biszkek |
| 6 lipca 202217:00 |          | 69:7 |           | Stadion im. Dölöna Ömürzakowa, Biszkek |

### Dywizja 3 Zachodnia
Turniej Dywizji 3W ostatecznie odbył się 10 lutego 2023 roku w Al-Ajn. Triumfowała w nim reprezentacja gospodarzy.
| 10 lutego 202319:00 | Iran | 12:40 | Katar | Al Ain Amblers Rugby Club, Al-Ajn Sędzia: Jaco De Wit |
| 10 lutego 202319:00 |      | 12:40 |       | Al Ain Amblers Rugby Club, Al-Ajn Sędzia: Jaco De Wit |